# 12926 Brianmason
12926 Brianmason este un asteroid din centura principală de asteroizi.

## Descriere
12926 Brianmason este un asteroid din centura principală de asteroizi. A fost descoperit pe 27 septembrie 1999 la Takapuna de J. L. Schiff și C. J. Schiff. Asteroidul prezintă o orbită caracterizată de o semiaxă mare de 2,69 ua, o excentricitate de 0,22 și o înclinație de 8,8° în raport cu ecliptica.